# Черните ангели (разказ)
„Черните ангели“ (на английски: The Adventure of the Dark Angels) е разказ на писател Адриан Конан Дойл за известния детектив Шерлок Холмс. Включен е в сборника с разкази „Подвизите на Шерлок Холмс“ (The Exploits of Sherlock Holmes) публикуван през 1954 г.

## Сюжет
Внимание:  Текстът по-долу разкрива сюжета на произведението (или части от него)!
През май 1901 г. към Шерлок Холмс за помощ се обръща младата девойка Дафне Ферерс. Дафне подозира, че семейството ѝ е в голяма опасност. Девойката разказва, че баща ѝ Джошуа Ферерс дълго е живял в Сицилия, и след смъртта на съпругата си е продал всички наследени лозя и маслинови горички, и е отишъл с Дафне в Англия. Новият живот изглежда много странен на г-жа Ферерс. Баща ѝ е купил къща в съвсем глуха област на графство Хемпшър, никога не излиза от къщи, не общува със съседите, и категорично забранява на дъщеря си да излиза където и да е. С тях живеят само двама слуги и управителя Джеймс Тонстон, който е служил при Ферерс още от Сицилия.
През декември предната година Дафне намира на едно дърво лист хартия, на който са изрисувани девет ангела в траурни дрехи в две групи, и надпис „Шест и три.“ Когато баща ѝ вижда рисунката, той ужасно се изплашва и прошепва: „Черните ангели...“. След известно време, през февруари тази година, Дафне отново намира странна рисунка закачена до входната врата. На нея са нарисувани шест черни ангела. Скоро след вечеря през прозореца на трапезарията е надникнал човек, прикриващ лицето си с ръка. Дафне е ужасена и припада, а баща ѝ хвърля по непознатия свещника и счупва прозореца. След това г-н Ферерс не обяснява нищо на дъщеря си за случилото се. И накрая, на 25 март, след шест седмици и три дни, намират на масата трета рисунка с девет ангела – шест и три. Но този път г-н Ферерс се държи спокойно като човек, който се готви да посрещне смъртта си. Той само моли Дафне да казва на всички, че тя не знае нищо, и че името на майстора е в приклада на оръжието.
След като изслушва историята на г-жа Ферерс, Холмс мрачно заявява, че нищо не може да се направи, но може да се опита да накаже убиеца. Холмс, Уотсън и Дафне веднага да отиват в Хемпшър, където до дома на Ферерс са посрещнати от полицията. Съвсем скоро се е случила трагедия. Управителят Тонстон разказва на полицейския началник, че е видял Ферерс под едно дърво, където Ферерс е вдигнал ръка към гърлото си и след това е паднал. Когато Тонстон се е приближил, вижда че Ферерс е прерязал гърлото си и е умрял. Полицията открива в близост до трупа късоцевно оръжие, което не е заредено.
Тонстон предполага, че е било самоубийство, но Холмс остро възразява срещу това. Той прави обстоен оглед на местопроизшествието и открива на дървото, до което е бил Ферерс, два кафяви конеца. Тогава Холмс обяснява какво се е случило.
След като Дафне Ферерс споменава в разказа си Сицилия, Холмс веднага се досеща, че бащата ѝ е замесен в някаква тайна престъпна организация. В книгата описваща най-известните престъпни организации, Холмс е прочел, че изпращането на рисунки с черни ангели като смъртна присъда за измяна се използва от мафиотската организация „Мала Вита“, предшественик на Мафията. Джошуа Ферерс някак си е научил истинското име на Великия магистър на „Мала Вита“ и затова е трябвало да умре. Бележката с името на главатаря на престъпната организация е бил в приклада на оръжието. Убиецът, скачайки от дървото, прерязва гърлото на Ферерс и след това унищожава бележката.
Завършвайки обясненията си обвинява в убийството на Ферерс Джеймс Тонстон. Тонстон носи кафяв костюм, и конци от него Холмс е намерил на дървото. Тонстон тихо потвърждава думите на Холмс, като уточнява, че той не е убиец, а палач, а изпълнението е извършено по по заповед на „Мала Вита“. Полицейския началник веднага арестуван Тонстон, а убиецът заплашва Холмс със смърт заради излишната му осведоменост.

## Интересни факти
Основа за написването на разказа е споменаването на случая в разказ на Артър Конан Дойл „Случка в интерната“. 
| „ | ... сега сме много заети. Задържа ме случаят с Ферерс, пък и започва делото по убийството на Абъргавени. ... | “ |